# كارلوس مانويل أكونا
كارلوس مانويل أكونا (بالإسبانية: Carlos Manuel Acuña)‏ هو صحفي أرجنتيني، ولد في 1937، وتوفي في 14 أكتوبر 2013.